# Cryptocanthon otonga
Cryptocanthon otonga là một loài bọ cánh cứng trong họ Bọ hung (Scarabaeidae).